# Maria Giralt i Castells
Maria Giralt i Castells (Barcelona, 22 d'agost de 1958) és una activista LGBTI i feminista catalana, directora de la televisió online Gayles.tv. L'any 2019 va rebre la Medalla al treball President Macià que atorga la Generalitat de Catalunya. Va estudiar Psicologia i es va llicenciar en màrqueting i estudis de mercat.
Als 18 anys, juntament amb unes 4.000 persones més, va participar en la primera manifestació de l'orgull gai que es va organitzar a Barcelona, que va tenir lloc el juny de 1977. Poc abans havia impulsat amb altres dones el Col·lectiu de Lesbianes, el primer de la ciutat i de l'estat espanyol, nascut dins de l'organització homosexual Front d'Alliberament Gai de Catalunya (FAGC), que posteriorment van abandonar per a reivindicar un feminisme radical i treballar pels drets de les persones LGBTI.
Quan tenia 20 anys va treballar durant uns mesos com a discjòquei al Daniel's, el primer bar per a lesbianes de la ciutat, obert el 1975.
Com a empresària ha desenvolupat diversos projectes, com una marca de roba interior creada el 2008 i dirigida a lesbianes o The L Cruise, un creuer per a lesbianes. És una de les fundadores de l'associació Gender and LGTB Lab, amb la qual, a través d'Aequalis, analitzen la gestió de les diversitats LGBTI a les empreses. L'any 2013 va crear Gayles.tv, una televisió online en castellà i anglès dirigida al col·lectiu LGBTI. També és vicepresidenta de l'Associació Catalana d'Empreses LGTBI (ACEGAL), entitat impulsora del Pride Barcelona i de l'eix comercial Gaixample.